# Shaolin-Tempel Österreich
Der Shaolin-Tempel Österreich ist ein Verein in Wien. Er gehört zum chinesischen Orden der Shaolin und ist ein Ableger des Shaolin-Tempels in Henan, Volksrepublik China. Der Muttertempel in China gilt als Geburtsort des Chan-Buddhismus und ist weiterhin für die Entwicklung der Kampfkunst Shaolin Kung Fu bekannt.

## Entwicklung
Der Verein Shaolin-Tempel Österreich wurde 2011 von Großmeister Shi Yan Liang, Mönch und Dharma Meister des Shaolin Tempels in Henan gegründet. Seine Heiligkeit, Abt Shi Yong Xin (Oberhaupt des original Shaolin-Tempels in Henan) weihte den Tempel am 1. Oktober 2011 offiziell ein. Rechtsträger des Shaolin-Tempel Österreich ist der Shaolin Kulturverein mit Sitz in Wien. Der Shaolin-Tempel Österreich ist Mitglied der Shaolin Europe Association, welche am 1. September 2010 in Wien gegründet wurde.

## Shaolin-Mönche im Shaolin-Tempel Österreich
Großmeister Shi Yan Liang leitet den Shaolin-Tempel Österreich. Er wurde im Juni 1978 in Yingshang in der Provinz Anhui der Volksrepublik China geboren. Im Jahr 1993 ging er zum Shaolin Tempel und lernte beim Abt des Shaolin Tempels Großmeister Shi Yongxin. Er gehört zur 34. Generation der Shaolin Mönche. 2005 wurde Shi Yan Liang vom Großmeister Shi Yong Xin nach Deutschland geschickt, um als Mönch und Lehrer im Shaolin-Tempel Deutschland tätig zu sein. 2007 wurde Shi Yan Liang nach Österreich geschickt um den Shaolin-Tempel Österreich zu gründen.
Meister Shi Yan Po gehört zur 34. Generation der Shaolin-Mönche. Er war Leiter der Shaolin-Kampfkunst-Showgruppe auf ihrer Welttournee. 2011 wurde Meister Shi Yan Po als Lehrtrainer nach Österreich geschickt.

## Arbeit und Ziele
Im Shaolin Tempel in Wien wird die Shaolin-Kultur, wie sie seit 1500 Jahren in China praktiziert wird, vermittelt und weitergeführt. Neben Buddhistischer Seelsorge und authentischen Shaolin Zeremonien stehen im Shaolin-Tempel Österreich Kurse in Buddhistischer Meditation, Qi Gong, Tai Chi, und Kung Fu für alle Interessierten offen.
Zu den Zielen des Tempels gehören die Verbreitung der Praxis, Kultur und Philosophie von Shaolin und die Förderung des Buddhismus in Österreich. Dies umfasst insbesondere die Vermittlung von chan-buddhistischer Denk- und Lebensweise, der Kampfkünste Shaolin Kung Fu und Taijiquan, sowie Qigong, weiters auch Meditation, die Traditionelle chinesische Medizin und die Shaolin-Kalligraphie.